# Divadlo Spejbla a Hurvínka

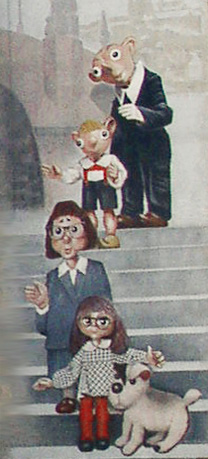
Fasáda Divadla Spejbla a Hurvínka v pražské Dejvické ulici

Divadlo Spejbla a Hurvínka je loutkové divadlo zaměřené především na představení pro děti, v nichž hrají hlavní roli Spejbl, Hurvínek, Mánička, paní Kateřina a pes Žeryk. Bylo založeno v Plzni roku 1930 Josefem Skupou; začátkem roku 1944 bylo nacistickými úřady uzavřeno až do konce 2. světové války. Na podzim 1945 divadlo přesídlilo do Prahy, kde působí až dosud.

## Historie a současnost divadla

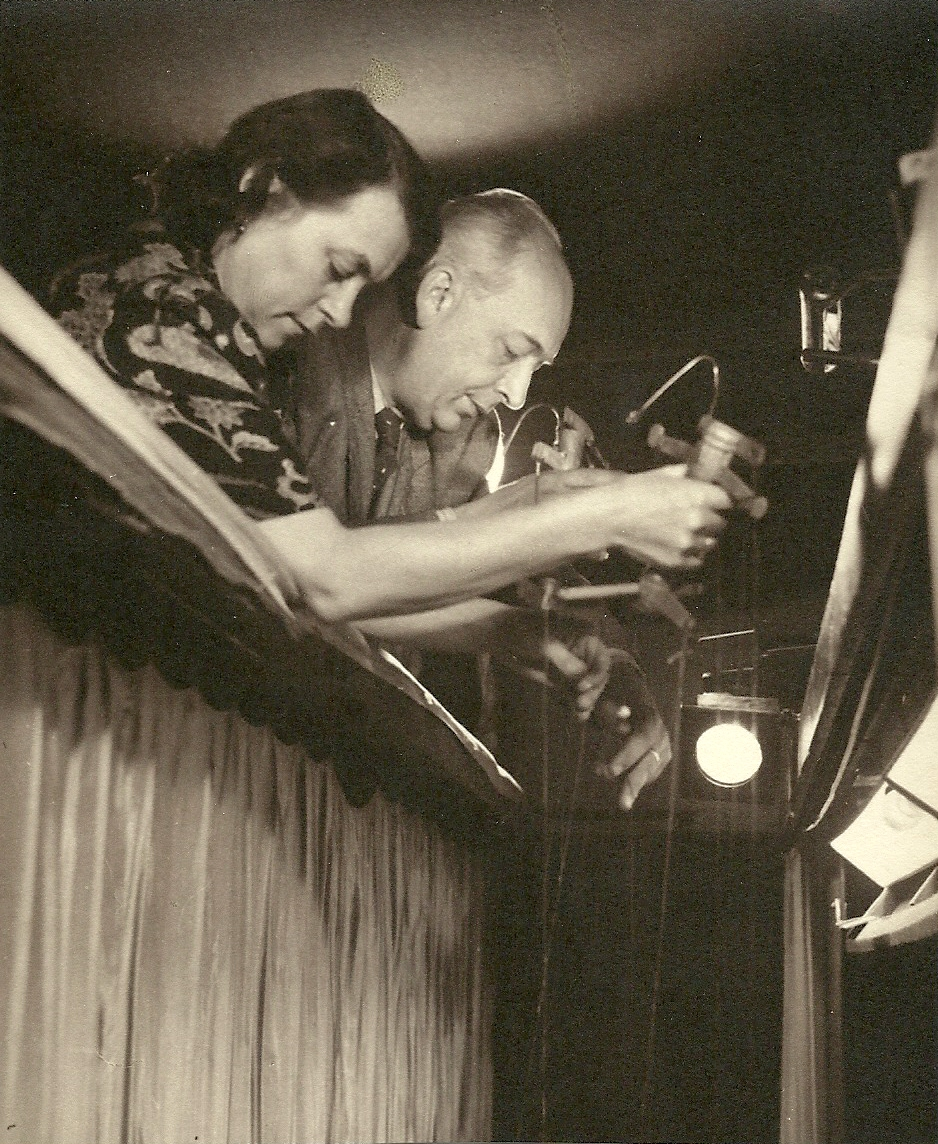
Manželé Skupovi při představení

Profesor Josef Skupa působil v Plzni v amatérském Loutkovém divadle Feriálních osad (založeno 1913); přivedl jej tam jeho kamarád Antonín Doležal v době, kdy tam působila loutkoherecká rodina Nováků, kde po čase došlo k rozchodu původně spřátelených ochotníků, neboť nešlo o profesionální scénu. Působila zde jako vodička loutek i Marie Rosůlková, pak členka činohry Městského divadla v Plzni, kde prof. Skupa působil jako šéf scény, což vyměnil za pedagogickou činnost. Pohostinsky zde vystupovali také další herci, např. Ferenc Futurista, František Kreuzmann, Terezie Brzková, Marie Bečvářová, Otýlie Beníšková. Vývoj vedl k tomu, že si v roce 1929 prof. Josef Skupa zaregistroval na Obchodní komoře v Plzni vlastní a původní ochrannou známku na své loutky Spejbla a Hurvínka a následně od roku 1930 začal působit ve vlastním zájezdovém Plzeňském divadélku Spejbla a Hurvínka (kde členem souboru byl i Augustýn Nosek, který Skupovi jako překvapení a opožděný dar k jeho narozeninám vyřezal zmenšeninu loutky Spejbla, ze které se vyklubal Hurvínek). Feriální osady ale působily dál až do roku 1936; postavy S+H vystřídal jiný druh humoru a např. postavy James a Plecko, nikdy ale nedošly úspěchu svých předchůdců. Už od počátku se zde hrály hry pro děti i pro dospělé a tuto tradici Divadlo S+H dodržuje dodnes. Pro děti jsou určeny jak příběhy ze současnosti, tak i zcela pohádkové příhody; hry pro dospělé jsou převážně satirické komedie. Původních her uvedlo divadlo do dnešních dnů kolem 250. Kromě jednotlivých her si popularitu získala také jeho pásma krátkých scének a grotesek, prokládaných písněmi.
Divadlo sídlilo v Plzni, ale Skupa s loutkami často vyjížděl hostovat, takže se divadlo stalo v Československu velmi populární; několikrát Skupa hrál i v zahraničí, i když téměř výhradně česky; v roce 1944 byl Josef Skupa zatčen gestapem a divadlo] bylo nuceně uzavřeno. Po skončení 2. světové války se Skupa rozhodl divadlo v Praze znovuotevřít, jako podmínka mu a jeho manželce bylo uloženo vstoupit do tehdejší KSČ, kde za „odměnu“ byly přiděleny prostory v Hasičském domě na Římské 45 (původně divadlo Malá opereta) a od října 1945 tam scéna působila do roku 1995, kdy dostala výpověď od majitele objektu. Od roku 1995 působí divadlo na adrese Dejvická 38, Praha 6 – Bubeneč (bývalé kino Svornost).
V roce 1951 nastoupil do divadla Miloš Kirschner (1927-1996). Nastoupit do divadla mohl již mnohem dříve. Když mu bylo čtrnáct let, zaujal svými loutkovodičovskými dovednostmi Josefa Skupu. Nabídku na angažmá ale tehdy odmítl. Na začátku padesátých let divadlo S+H spíš stagnovalo, protože se Josef Skupa potýkal se zdravotními problémy. Skupa v Kirschnerovi našel svého nástupce a postupně mu předával své role. Zapůsobily na něj i Kirschnerovy lingvistické schopnosti, díky kterým mohly být hry divadla S+H uváděny i v zahraničí a to vždy v jazyce dané země. Roku 1956 pak Skupa na představení v Plzni obecenstvu oficiálně oznámil, že Kirschner je jeho uměleckým nástupcem, a vydal k tomu i umělecký dekret následujícího znění: „Oznamuji maminkám a tatínkům, a všem dospělým našim návštěvníkům, že pro hru se Spejblem a Hurvínkem našel jsem konečně důstojného svého nástupce.“
Po Skupově smrti se ředitelkou divadla stala jeho manželka Jiřina Skupová, kterou po pěti letech nahradil Ota Popp. V roce 1966 se ředitelem a hlavním loutkohercem stal Miloš Kirschner. Rozšířil také Skupovu tradici zájezdů do zahraničí, přičemž se dokázal vždy naučit představení v jazyce hostitelské země, čímž se spejblovské hry staly přístupné pro všechny a divadlo je i dnes v zahraničí nejproslulejší českou loutkovou scénou; dosud divadlo hrálo v 34 zemích v 22 jazycích. 
Od poloviny 60. let se divadlo pod Kirschnerovým vedením dále rozvíjelo a inovovalo jevištní i tematickou stránku inscenací, přičemž se vyvíjely i postavy Spejbla a Hurvínka. Kirschner psal odborné články, scénáře a divadelní hry, spolupracoval s externími autory a byl spoluautorem několika knih o Spejblovi a Hurvínkovi. Řadu příhod této dvojice zpracoval také pro Večerníček. Představení divadla byla vydávána na gramofonových deskách, kazetách i CD. Kromě divadla vystupoval také v televizi a rozhlase. V roce 1966 do divadla nastoupila Helena Štáchová, o rok později převzala po Boženě Welekové interpretaci Máničky. V roce 1971 pro ni Miloš Kirschner vytvořil novou postavu paní Kateřinu Hovorkovou alias Mániččinu bábinku.
Helena Štáchová se stala Miloši Kirschnerovi nejen životní partnerkou (v roce 1972 se vzali), ale také významnou oporou při autorské tvorbě. Připravovala inscenace pro děti i dospělé, které se uváděly doma i v zahraničí. Své hry sama režírovala a několik let se podílela na formování repertoáru divadla jako dramaturgyně. Během své kariéry napsala devět knih, 54 scénářů, sedm her určených pro dospělé publikum a devět pro dětské diváky. Po úmrtí Miloše Kirschnera převzala vedení divadla právě Štáchová. Role Spejbla a Hurvínka připadly Martinu Kláskovi, který je již dříve Kirschnera alternoval. V roce 2008 Štáchová vyhrála osm let trvající soudní spor o práva na Spejbla a Hurvínka, čímž divadlu zajistila možnost další činnosti. V březnu 2013 za divadlo převzala Cenu Thálie. 
V roce 2017 měl v kinech premiéru snímek Hurvínek a kouzelné muzeum. Šlo o první celovečerní film s Hurvínkem. Netradičně v něm nevystupovaly loutky, ale byl celý animovaný 3D technikou. V době uvedení filmu šlo o největší animovaný film realizovaný ve střední a východní Evropě. Jednalo se také o poslední dabingovou práci Heleny Štáchové, která zemřela ještě před dokončením filmu. Po smrti Štáchové se ředitelkou divadla stala Denisa Kirschnerová, dcera Heleny Štáchové a Miloše Kirschnera. Postavy Máničky a paní Kateřiny poté začala hrát Marie Šimsová.
V roce 2022 v divadle skončil Martin Klásek. Naposledy jej diváci mohli slyšet 25. února v den jeho 65. narozenin v představení pro dospělé Ve dvou se to lépe.... Novým hlasem Spejbla a Hurvínka se stal Ondřej Lážnovský, který Kláska alternoval od roku 2017. Na nově vzniklou pozici uměleckého šéfa přišel David Janošek, který si dal za cíl divadlo otevřít i novým autorům a režisérům, aby přinesli čerstvé pohledy a oživili repertoár. 
V říjnu 2022 měla premiéru hra Spejbl, Hurvínek a já, kde se divákům v rolích Spejbla a Hurvínka (a Žeryka) představil tehdy teprve jednadvacetiletý Martin Trecha. Na podzim roku 2022 Ondřej Lážnovský Divadlo S+H opustil, a tak byl novým interpretem oficiálně jmenován právě Martin Trecha. S Lázňovským divadlo opustila také Marie Šimsová, kterou v rolích paní Kateřiny a Máničky nahradila Jana Mudráková.
V březnu 2025 se útočištěm divadla stal dejvický Grandhotel International; důvodem je probíhající rekonstrukce jeho stálého sídla, jejímž hlavním bodem je výměna sedadel, instalovaných v letech 2009 a 2010.

## Představitelé Spejbla a Hurvínka
- Josef Skupa (1920-1956)*
- Miloš Kirschner (1951-1996)
- Martin Klásek (1974, 1982-2022)
- Ondřej Lážnovský (2017-2022)
- Martin Trecha (2022-nyní)

*loutka Hurvínka vznikla v roce 1926

## Spor o autorská práva
Josef Skupa zemřel bezdětný (se zanecháním závěti z 5. února 1933), a tak jeho autorská práva přešla na jeho manželku Jiřinu. Jejich současným držitelem se stal Městský ústav sociálních služeb v Plzni, který vyvolal soudní spor, v němž se pokusil získat svůj podíl na příjmech divadla kvůli používání Skupových loutek. Ve vleklém soudním sporu (který probíhal mezi lety 1998 a 2007) žalobce neprokázal, že by Skupa vytvořil výtvarné dílo, podle něhož byla loutka provedena.

## Večerníčky
Spejbl a Hurvínek se také stali hrdiny čtyř večerníčkových seriálů Československé a České televize:
- Na návštěvě u Spejbla a Hurvínka, premiéra, 5. ledna 1972, 13 epizod, režie Libuše Koutná,
- Znovu u Spejbla a Hurvínka, premiéra 23. prosince 1974, 13 epizod, režie Libuše Koutná,
- Hurvínek vzduchoplavcem, premiéra 1. prosince 1997, 7 epizod, režie Miloš Kirschner,
- Hurvínkův rok, premiéra 1. února 2004, 13 epizod, režie Tomáš Petráň.

## Osobnosti divadla
- Josef Skupa – zakladatel divadla a tvůrce osobností i interpret Spejbla a Hurvínka
- Jiřina Skupová – interpretka, mj. vodička Hurvínka, po odchodu manžela Josefa Skupy ředitelka divadla
- Jan Vavřík-Rýz – loutkoherec, autor loutky paní Drbálkové
- Anna Kreuzmannová, Božena Weleková a Blanka Macková – další bývalé interpretky Máničky
- Miloš Kirschner – pokračovatel Josefa Skupy, ředitel divadla a interpret Spejbla i Hurvínka
- Helena Štáchová – ředitelka divadla, bývalá interpretka Máničky a paní Kateřiny
- Martin Klásek – interpret Spejbla a Hurvínka do února 2022[10]
- Denisa Kirschnerová – dramaturgyně, současná ředitelka divadla a dcera Štáchové a Kirschnera
- Ondřej Lážnovský – bývalý interpret Spejbla a Hurvínka a Žeryka[11]
- Marie Šimsová – loutkoherečka, bývalá interpretka Máničky a paní Kateřiny
- Ota Popp – ředitel divadla po vyhození Jiřiny Skupové, do nástupu Miloše Kirschnera
- Bohuslav Šulc – loutkoherec, dlouholetý vodič Hurvínka
- Miroslav Vomela – loutkoherec, dlouholetý vodič Spejbla
- Jana Mudráková – loutkoherečka, současná interpretka Máničky a bábinky
- Martin Trecha – loutkoherec, současný interpret Spejbla a Hurvínka

## Ředitelé divadla
- Josef Skupa (1930–1957)
- Jiřina Skupová (1957–1962)
- Ota Popp (1962–1966)
- Miloš Kirschner (1966–1996)
- Helena Štáchová (1996–2017)
- Denisa Kirschnerová (2017–dodnes)

## Repertoár (výběr)
- Z Plzně do Plzně I.+ II. (1927)
- To se nám jen zdálo (1927)
- Páté přes deváté (1927)
- Tip top revue (1928)
- Spejblovy metamorfosy (1929)
- Utrpení Spejbla i syna jeho (1929)
- Amorkovy rozmary (1930)
- Hurvínkova jarní revue (1930)
- Veselé příhody loutek + Co loutky dovedou (1930)
- Hurvínkův nejjapnější čin (1931)
- Hurvínkova jaternička (1931)
- Pod jižní oblohou (1931)
- Spejbl a slepá vášeň (1931)
- Jak se čerti ženili (1931)
- Spejbl contra dějiny (1932)
- Hurvínkovo bububu (1932)
- Se Spejblem do stratosféry (1932)
- Hurvínek a Spejbl na cestě kolem světa (1932)
- Bazikasanfara – Hurvínek poslíčkem lásky (1933)
- Hurvínek a Spejbl na letním bytě (1933)
- O hodné Máničce a neposlušném Hurvínkovi (1934)
- Je Spejbl Spejblovič vinen? (1934)
- Hurvínek na Baltu (1935)
- Podivuhodný odkaz markýze Chepailleble (1936)
- Dobrodružství Hurvínka, rozhlasového zpravodaje (1936)
- Hurvínek se učí čarovat (1937)
- Jdeme do sebe (1937)
- O vousatém Hurvínkovi (1938)
- Kolotoč o třech poschodích (1939)
- Hurvínkovy prázdniny (1939)
- Voničky (1940)
- Ať žije zítřek (1941, obnovená premiéra v r. 1947)
- Robinson Hurvinque (1941)
- Dnes a denně zázraky (1942)
- Zlaté děti (1942)
- Hurvínkovo hospodářství (1943, obnovená premiéra r. 1945)
- Hurvínek mezi broučky (1946, obnovená premiéra hry Hurvínek se učí čarovat, uvedeno v aktualizovaných verzích též v letech 1954, 1964, 1974 a 1987)
- O fousatém Hurvínkovi (1946, obnovená premiéra hry z r. 1938)
- Hurvínek a Spejbl na letním bytě (1947)
- Spejblovo čestné prohlášení (1949)
- Robinson Hurvínek (1951, obnovená premiéra hry Robinson Hurvinque)
- Spejbl, člověk důvěřivý (1952)
- Hurvínkovy zimní radovánky (1953)
- Haló, tady Hurvínek (1955, první představení alternované výhradně Milošem Kirschnerem)
- Spejbl na Venuši (1956)
- Hurvínkova čarovná vlaštovka (1957)
- Opožděná nadílka (1958, aktualizace hry O hodné Máničce a neposlušném Hurvínkovi)
- Hurvínek a medvěd (1958)
- Cirkus v divadle (1959)
- Velegrandteátr Spejbl (1959)
- Ahoj, Andrtálie (1961, sc. František Nepil)
- Spejblovo zmatiné (1962)
- Neuvěřitelné dobrodružství Spejbla a Hurvínka (1962)
- Srdečné metamorfóry (1964)
- Dračí tranzi-story (1964)
- Hurvínkovi k narozeninám (1965)
- Tajemství cirkusového klauna a jeho sedmi špagátů (1966, sc. Jaroslav Dietl)
- Amorosiáda (1966)
- Hurvínkovy čertoviny (1966)
- Hurvínek a kouzelná rachejtle (1967)
- Hurvínkovi na dobrou noc (1969)
- Na řadě Dr. Spejbl (1969, sc. František Nepil, obnovená premiéra r. 1988 pod názvem Hurvínek a drak)
- Amorosiáda II (1969, upravená verze hry z r. 1966)
- Dějiny kontra Spejbl (1970, aktualizace hry Spejbl contra dějiny z r. 1932, obnovené premiéry v r. 1980, 2012)
- Past na Hurvínka (1971, obnovená premiéra v r. 2019)
- Páně Spejblovy zálety do minula (1972)
- Spejbl detektivem (1972)
- Mnoho Spejblova povyku pro nic (1972)
- Hurvínkův sněhulák (1973, obnovená premiéra v r. 1981)
- Spejbl versus Dracula aneb Přízrak z mansardy (1974, režie Helena Philippová)
- To je něco pro Hurvínka! (1974)
- Hurvínek v říši snů (1975, divadelní verze původní audio nahrávky z r. 1974)
- Hurvínkovi k narozeninám (1976, obnovená premiéra v r. 1983)
- Hurvínkova strašidýlka – Divadlo kouzel ze staré Prahy (1976)
- Hurvínek a dvanáct měsíců (1977)
- Katastrofa v katastru O (Spejblovy katastrofy pro dospělé aneb Hurvínkova cesta k protinožcům) (1977)
- Hurvínkovy taškařice (1978)
- Ještě jeden Hurvínek? (1979)
- Hurvínkova diskotéka (1979, sc. Josef Fousek, Miloslav Šimek)[12]
- Cirkus Hurvajs (1980)
- V Praze je blaze (1981)
- O fousatém Hurvínkovi (1982, obnovená premiéra aktualizované hry z r. 1938 a 1946)
- Hurvínek na šikmé ploše (1983, sc. Josef Fousek, Miloslav Šimek)[12]
- Hurvínek a Přeslička (1984)
- Pohádky pro Hurvínka (1985)
- Vánoce u Spejblů (1985)
- Možná přijde i Hurvínek (1986, od r. 1987 pod uváděno názvem Ano, pane režisére)
- Hurvínek a duchové (1986)
- Hip, hip, hurá, Hurvínek! (1986)
- Ostrovy zázraků (1986)
- Experiment u Spejblů? (1988)
- Vousy na mašličku aneb Oblačné dobrodružství Hurvínka a Máničky (1989)
- Hurvínkův návštěvní den (1989, obnovená premiéra hry Hurvínkovy taškařice)
- Hurvínkův velký případ (1990)
- Jak Hurvínek hledal až našel aneb R.E.V.U.E. (1990)
- Hurvínek na Divokém západě (1991)
- Hurvínek v říši divů (1992)
- Jak si Hurvínek s Máničkou hráli na doktora (1993)
- Spejblova East Side Story (1993)
- Spejbl a Hurvínek bilancující a balancující (1995)
- Hurvínek a zrcadlo (1994)
- Spejblovy smysluplné nesmysly (1996)
- Hurvajz nefetuj! (1996, sc. Jan Vodňanský)
- Hurvínek ufonem (1998, sc. Ľubomír Feldek; sci-fi drama)[13]
- Hurvínkův popletený víkend (1999, podle námětu hry Hurvínek a medvěd z r. 1958)
- Hurvínkova kouzelná flétna (1999, divadelní verze audio nahrávky Hurvínek mezi Přemyslovci z r. 1997)
- Hurvínkův výlet do 21. století (2000)
- Mlsný Hurvínek (2001)
- O myších a loutkách (2002, obnovená premiéra r. 2011)
- Hurvínek už zase zlobí (2003)
- Hurvínkova cesta do Tramtárie (2003)
- Hurvínek a kouzelník (2004)
- Hurvínkův Mikuláš (2005)
- Žeryk padá vzhůru (2007)
- Jak pan Spejbl prášil (2008)
- Spejblovo hudební zmatiné (2009)
- Hurvínkovo dobrodružství (2010)
- Hurvínek mezi osly (2011)
- Hurvínkova Nebesíčka (2013)[14]
- Štědrý den u Spejblů (2013)
- Jak s Máničkou šili všichni čerti (2014)
- Spejbl versus Drákula (2014)[15]
- Hurvínkova šprťouchlata (2015)
- Hurvínkovo přání (2016)
- Spejbl a město hříchu (2017)
- Hurvínek v Hajanech (2017)
- S+H – „Ve dvou se to lépe…“ (2018)
- Past na Hurvínka (2019, obnovená premiéra hry z r. 1971)
- Žeryčku, hop! (2020)
- Hotel Spejbl (2020, sc. Miki Kirschner; muzikál pro dospělé)[16]
- Hurvínek a nezvaný host (2021)
- Spejbl, Hurvínek a já (2022)[17]
- Hurvínek a král Blecha (2023)

## Diskografie
Během existence divadla byla řada představení i zvlášť pro tento účel psaných her zaznamenána na zvukové nosiče.
SP desky:
- Spejbl na rybách (SP, Supraphon, 1967)
- Sněhulák jako živý / Zcela nezvyklé vánoce (SP, Supraphon, 1972)
- Hurvínkův sněhulák (3× SP, Supraphon, 1973 – adaptace divadelní hry)

LP (MC, CD) nahrávky:
- Spejbl und Hurvínek ganz gross... (LP, Supraphon, 1969 – německá verze)
- Spejbl+Hurvínek Amorosiade (LP, Theater- Und Konzertdirektion Peter Heister, 1971 – záznam sedmi dialogů v němčině z živého vystoupení S+H v Hamburku r. 1971)
- Mánička v pasti (LP, Supraphon, 1972 – první vydaná dlouhohrající LP deska /30 cm, 33 ot./ v češtině s S+H, druhý díl volné trilogie s lupičem Drsňákem, „vulgo vousáčem“)
- Spejbls Amorosiade (LP, Supraphon, 1973 – německá verze záznamů divadelních výstupů uváděných pod názvem Amorosiáda z 60. let)
- Hurvínek v říši snů (LP, Supraphon, 1974)
- Spejbl versus Dracula aneb Přízrak z mansardy (LP, Supraphon, 1975 – adaptace divadelní hry)
- Past na Hurvínka (LP, Supraphon, 1975 – adaptace divadelní hry, první díl volné trilogie s lupičem Drsňákem, „vulgo vousáčem“)
- Z Hurvínkova kalendáře (2× LP, Supraphon, 1976)
- Spejbl und Hurvínek zum Geburstag (2× LP, Supraphon, 1976 – německá verze původních českých dialogů)
- Hovory u Spejblů (LP, Supraphon, 1977)
- Hurvíneks Schneeman (LP, Supraphon, 1977 – německá verze, adaptace divadelní hry Hurvínkův sněhulák)
- Hurvínek unter den Käfern (LP, Supraphon, 1977 – německá verze, adaptace divadelní hry Hurvínek mezi broučky)
- Žerykova past (LP, Supraphon, 1978 – třetí díl volné trilogie s lupičem Drsňákem, „vulgo vousáčem“)
- Hurvínkova strašidýlka (LP, Supraphon, 1978 – adaptace divadelní hry)
- Hurvínkova černá hodinka (LP, Supraphon, 1978)
- Spejbls herzliche Metaferosen (LP, Supraphon, 1978 – německá verze)
- Zlatá zebra (2× LP, Supraphon, 1979)
- Jak Hurvínek do lesa volá, tak se Spejbl ozývá (LP, Supraphon, 1979)
- Hurá na olympiádu (LP, Supraphon, 1979)
- Hurvínkovy staré pověsti (2× LP, Supraphon, 1980)
- Spejbl a Hurvínek v pohádkovém lese (LP, Supraphon, 1981)
- Zlatá zebra pro prvňáčky (LP, Supraphon, 1982)
- Hurvínkovy večerníčky pro kluky i pro holčičky (1) (LP, Supraphon, 1982)
- Hurvínek macht Ferien (LP, Supraphon, 1982 – německá verze desky Hurvínkovy večerníčky (1))
- Spejbls urlaub mit Hurvínek (LP, Supraphon, 1982 – německá verze desky Hurvínkovy večerníčky (2))
- Hurvínek a lupiči (LP, Supraphon, 1982)
- Cirkus Hurvajs (LP, Supraphon, 1982 – adaptace divadelní hry)
- Pozor, taťulda kouše! (LP, Supraphon, 1983)
- Hurvínkovy večerníčky pro kluky i pro holčičky (2) (LP, Supraphon, 1983)
- Hurvínek in Traumland (LP, Supraphon, 1983 – německá verze adaptace divadelní hry Hurvínek v říši snů)
- Abeceda slušného chování (2× LP, Supraphon, 1984)
- Hurvínek a kluci mameluci (LP, Supraphon, 1985)
- Hurvínek a drak (LP, Supraphon, 1985 – adaptace divadelní hry)
- První pomoc (1) (LP, Supraphon, 1986)
- První pomoc (2) (LP, Supraphon, 1986)
- Na černé hodince u Spejblů (LP, Supraphon, 1986)
- Hurvínek v televizi (LP, Supraphon, 1986)
- Hurvínek a červený kohout (LP, Supraphon, 1989)
- Hurvínkův Hajaja (LP, Supraphon, 1989)
- Hurvíneks gute Kinderstube (LP, Supraphon, 1989 – zkrácená německá verze nahrávky Abeceda slušného chování)
- Hurvínek a pohádka s hádankou (LP, Supraphon, 1990)
- Robot Roby u Spejblů (LP, Supraphon, 1991)
- Je Hurvínek OP? (LP, Supraphon, 1991)
- Jak Hurvínek Popelku naruby obrátil (MC, Tommü Records, 1992)
- Wie Hurvínek das Aschenbrödel ganz Verdrehte (MC, Tommü Records, 1992 – německá verze nahrávky Jak Hurvínek Popelku naruby obrátil)
- Jak Hurvínek Sněhurku na hlavu postavil (MC, Tommü Records, 1992)
- Jak Hurvínek s Máničkou přestavěli perníkovou chaloupku (MC, Tommü Records, 1992)
- Jak si Hurvínek s Máničkovu hráli na doktora (LP, MC, Lotos, 1993)
- Hurvínkovy třesky plesky (MC, Lunarion, 1993)
- Další Hurvínkovy třesky plesky (MC, Lunarion, 1993)
- Kdo unesl Žeryka?? aneb Hurvínek na stopě!! (MC, Lotos, 1994)
- Hurvínkova lokotka (MC, Lotos, 1995 – poslední nahrávka Miloše Kirschnera)
- Hurvínkovo chichotání 1 (MC, Lotos, 1995 – první audio nahrávka v interpretaci Martina Kláska)
- Písničky, scénky, dialogy… ve vedlejší roli Spejbl s Hurvínkem (CD, MC, Lotos, 1997 – záznam živého představení k nedožitým sedmdesátinám Miloše Kirschnera)
- Hurvínek mezi Přemyslovci (CD, MC, Supraphon, 1997)
- Klasický Spejbl a Hurvínek Josefa Skupy 1–5 (5× CD, Supraphon – kompilace remasterovaných historických nahrávek, vydáno v letech 1997, 1998, 2000, 2009)
- Hurvínkovo chichotání 2 (MC, Lotos, 1998)
- Hurvínkova diskotéka I (CD, MC, Axel Schindler s.r.o., 1998)
- Hurvínek zpívá koledy (CD, Axel Schindler s.r.o., 1998)
- Hurvínek na dvoře lucemburském (CD, MC, Supraphon, 1998)
- Hurvínek a zrcadlo (MC, Lotos, 1998)
- Zpíváme s Hurvínkem 1 – Podzim-Zima (CD, MC, Supraphon, 1998)
- Zpíváme s Hurvínkem 2 – Jaro-Léto (CD, MC, Supraphon, 1999)
- O Hurvínkovi a králi husitském (CD, MC, Supraphon, 1999)
- Hurvínkův popletený víkend (CD, MC, Lotos, 1999)
- Hurvínek zpívá country (CD, Axel Schindler s.r.o., 1999)
- Hurvínek ufonem (MC, Supraphon, 1999)
- Jak si Hurvínek Máničku našel (CD, Lotos, 2000)
- Jak Hurvínek s Máničkou čekali na Ježíška (CD, MC, Supraphon, 2000)
- Hurvínkův Mikuláš (CD, MC, Lotos, 2000)
- Císařův Hurvínek a Hurvínkův Císař (CD, MC, Supraphon, 2000)
- Mlsný Hurvínek (MC, Lotos, 2001)
- Jak Hurvínek vyvdal Marii Terezii (CD, MC, Supraphon, 2001 – režie Jiří Menzel)
- Hurvínkovy hudební pohádky (CD, MC, Lotos, 2001)
- Hurvínek mezi hvězdami (CD, MC, Supraphon, 2001)
- Jak Hurvínek potkal Mozarta (CD, MC, Supraphon, 2002)
- Hurvínek plete páté přes deváté (CD, MC, Supraphon, 2002)
- Hurvínkovy hudební pohádky 2 (CD, MC, Lotos, 2003)
- Hurvínkova Babička (CD, MC, Supraphon, 2003)
- Hurvínkovy večerníčky /podzim-zima/ (CD, MC, Supraphon, 2003)
- Hurvínkovy večerníčky /jaro-léto/ (CD, MC, Supraphon, 2004)
- Hurvínkova cesta do Tramtárie (CD, MC, Supraphon, 2004)
- Hurvínek na pouti (CD, MC, Supraphon, 2005 – audio nahrávka hry Hurvínek už zase zlobí)
- Jak pan Spejbl prášil (CD, MC, Supraphon, 2005 – audionahrávka stejnojmenné divadelní hry)
- O praštěném Hurvínkovi (CD, MC, Supraphon, 2006)
- Hurvínkův dřeváček (CD, Supraphon, 2006)
- Hurvínkovy všetečné otázky (CD, Lotos, 2007)
- Hurvínkovo letní dobrodružství (CD, Supraphon, 2007 – audio nahrávka divadelní hry Hurvínkovo dobrodružství)
- Hurvínkova Zlatá zebra (CD, Supraphon, 2007 – aktualizovaná verze nahrávky z r. 1979)
- Hurvínkovo chichotání 3 (CD, Lotos, 2008)
- Hurvínek má smůlu (CD, Supraphon, 2008)
- Jak se Hurvínek učil řeči zvířat (CD, Supraphon, 2009 – audio nahrávka divadelní hry Hurvínkova nebesíčka)
- Hurvínek mezi osly (CD, Supraphon, 2010 – audio nahrávka stejnojmenné divadelní hry)
- Hurvínkovo trápení se školou (CD, Supraphon, 2012)
- Hurvínek a Funící Billy (CD, Supraphon, 2013)
- Jak s Máničkou šili všichni čerti (CD, Supraphon, 2014)
- Hurvajz, vyžvejkni se! (CD, Supraphon, 2015)
- Taťuldo, zhasni! (CD, Supraphon, 2019)
- Spejbl a Hurvínek Miloše Kirschnera / To nejlepší (3× CD, Supraphon, 2021 – kompilace obsahuje premiérové uvedení záznamu kompletní hry Ještě jeden Hurvínek (1979)